# Ceja de Cebolleta
Ceja de Cebolleta är en ort i Mexiko.   Den ligger i kommunen Mezquital och delstaten Durango, i den centrala delen av landet, 600 km nordväst om huvudstaden Mexico City. Ceja de Cebolleta ligger 2 475 meter över havet och antalet invånare är 226.
Terrängen runt Ceja de Cebolleta är bergig norrut, men söderut är den kuperad. Ceja de Cebolleta ligger uppe på en höjd. Runt Ceja de Cebolleta är det mycket glesbefolkat, med 3 invånare per kvadratkilometer. Närmaste större samhälle är Huazamota, 19,3 km sydväst om Ceja de Cebolleta. I omgivningarna runt Ceja de Cebolleta växer huvudsakligen savannskog.